# Marharyta Lissowenko
Marharyta Oleksijiwna Lissowenko (ukrainisch Маргарита Олексіївна Лісовенко, englische Transkription: Margarita Lisovenko, auch: Margo Lisovenko; * 22. April 2007) ist eine ukrainische Snookerspielerin aus Kropywnyzkyj.
Sie wurde zweimal ukrainische Meisterin (2021, 2022) im 6-Red-Snooker und zweimal Vizemeisterin im Snooker (2020, 2021).

## Karriere
Lissowenko begann im Alter von etwa fünf Jahren mit dem Billardspielen. Anfangs spielte sie vor allem die Variante Pyramide, in der sie ab 2013 regelmäßig an nationalen Jugendturnieren teilnahm. 2016 wechselte sie zum Snooker.
Nachdem sie 2018 im 6-Red-Snooker und 2019 im Snooker bei ihren ersten Teilnahmen an nationalen Meisterschaften der Erwachsenen in der Vorrunde gescheitert war, erreichte Lissowenko bei der 6-Red-Meisterschaft 2020 das Achtelfinale, in dem sie gegen Dmytro Ossypenko verlor. Im August 2020 wurde sie ukrainische U16-Meisterin. Einen Monat später zog sie bei den Damen ins Endspiel ein, in dem sie sich Ljubow Schyhajlowa mit 1:2 geschlagen geben musste.
Im Februar 2021 wurde Lissowenko durch einen 3:1-Finalsieg gegen Lilija Zarusch ukrainische Meisterin im 6-Red-Snooker. Zwei weitere Male gelangte sie 2021 ins Endspiel, in dem sie erneut auf Zarusch traf, der sie bei den U18-Juniorinnen (2:3) und bei den Damen (1:3) im Snooker unterlag.
Anfang 2022 gelang ihr bei der 6-Red-Meisterschaft im Finale gegen Lilija Zarusch mit 4:3 die Titelverteidigung.
Während des russischen Überfalls auf die Ukraine flüchtete sie zunächst nach England und später nach Kanada, wo sie seit 2024 an regionalen Turnieren in British Columbia teilnimmt. So gewann sie 2024 die BC Junior Open Championship und erreichte das Halbfinale bei der BC Shoot-Out Championship.

## Erfolge
| Ergebnis | Jahr | Turnier                           | Finalgegner          | Endstand |
| -------- | ---- | --------------------------------- | -------------------- | -------- |
| Sieger   | 2020 | Ukrainische U16-Meisterschaft     | Oleksandra Judtschyz | (2:0) 1  |
| Finalist | 2020 | Ukrainische Meisterschaft         | Ljubow Schyhajlowa   | 1:2      |
| Sieger   | 2021 | Ukrainische Meisterschaft (6-Red) | Lilija Zarusch       | 3:1      |
| Finalist | 2021 | Ukrainische U18-Meisterschaft     | Lilija Zarusch       | 2:3      |
| Finalist | 2021 | Ukrainische Meisterschaft         | Lilija Zarusch       | 1:3      |
| Sieger   | 2022 | Ukrainische Meisterschaft (6-Red) | Lilija Zarusch       | 4:3      |

## Familie
Ihre Mutter Hanna Lissowenko spielt ebenfalls Snooker und ist Snookerschiedsrichterin.